# ローラ・モンテス

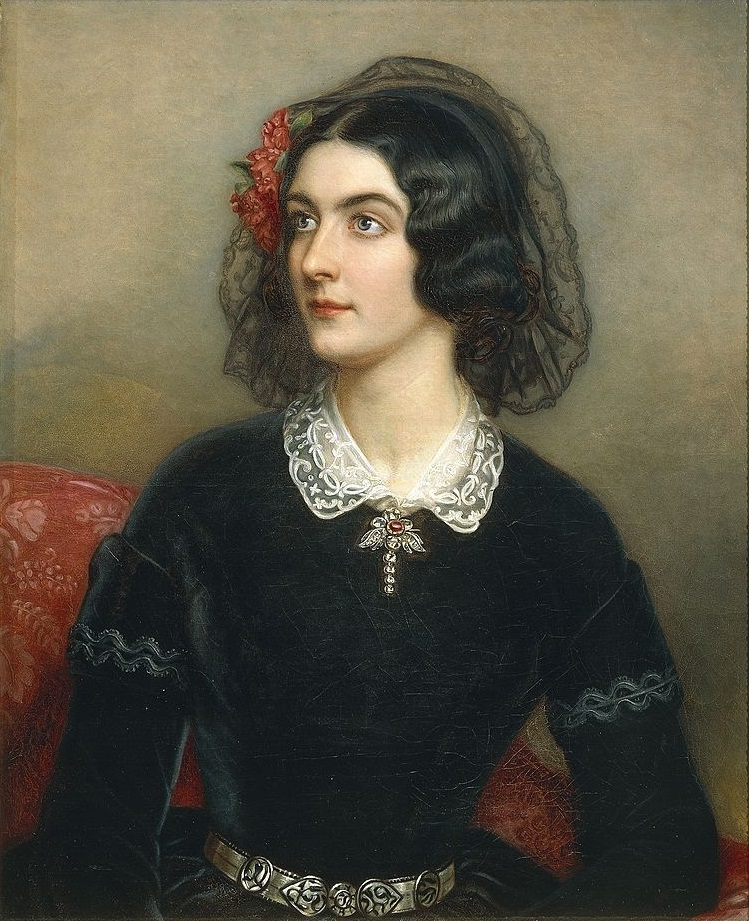
ローラ・モンテス、ヨーゼフ・スティーラー画

エリザベス・ロザンナ・ギルバート（Elizabeth Rossanna Gilbert, 1821年2月17日 - 1861年1月17日）は、芸名のローラ・モンテス（Lola Montez）で知られたダンサー・俳優、公妾・ソーシャライト。彼女はバイエルン王ルートヴィヒ1世を始め、著名で資産家の男たちを渡り歩いた。

## 生涯
出生については様々な記載がなされており、ブリタニカ百科事典では1818年アイルランド・リムリック生まれとされている。彼女は1823年1月にリヴァプールで洗礼を受けている。
母エリザ・オリヴァー（またはイライザ）はリムリックの郷士の庶子で、娘エリザベスを15歳で生み、その後エリザベスの父親であるイギリス軍士官エドワード・ギルバートと結婚した。1823年にエドワードはインド勤務となったが、まもなくしてコレラで急死。エリザはその年のうちにクレイギーという士官と再婚し、娘を連れてスコットランドへ渡った。
1837年、16歳になったエリザベスはトーマス・ジェームズというイギリス軍大尉と駆け落ちした。しかし5年後にはカルカッタで別れ、彼女は芸名ローラ・モンテスとして異国風の踊りを見せるダンサーとして働き出した。1843年6月、『スペインの踊り子、ローラ・モンテス』と銘打ってロンドンでデビュー。この頃はまだジェームズ夫人であった。彼女は自身が名付けた『タランテュラ・ダンス』という、体を蜘蛛がはうのを追う、性的な示唆を含めた手の動きでたちまち有名になった。ローラは、富裕な資産家男性たちの愛人となることで、当時としては破格な収入を得るようになった。愛人の一人フランツ・リストは、ヨーロッパで最も先進的で洗練されたサロンとして知られたジョルジュ・サンド主宰のサロンに、ローラを紹介した。そこで出会った新聞社社長アレクサンドル・デュジャリエに感化され共和主義者となる。しかしデュジャリエはローラを巡って起こった決闘で殺され、ローラはパリを去ることとなった。
1846年、ローラはドイツ、バイエルン王国のミュンヘンへ旅行し、ただちに国王ルートヴィヒ1世に見いだされ愛人となった。自身の豊満な胸に対するルートヴィヒからの視線に気付いたローラは、はさみで自らの衣装を切り裂き胸を露わにしたという。彼女の方も王に影響力を行使したため、国民に非常に憎まれた。王から1万フローリンの年金と、ランツフェルト伯爵夫人の称号を与えられた。これに保守的な内閣と国民が反発。もとより国王を自由主義に感化していると憎まれていた彼女は、進歩的な人々の支持を受けていたものの、国王に内閣を解散させるなどその増長ぶりが次第に保守・自由両派から疎まれていった。1848年2月、大学封鎖に反発した市民集会が暴動に発展し、暴徒は大学の解放とローラの国外追放を要求。これに屈したルートヴィヒはローラ追放に同意し、翌3月に自身も退位した。
直後はスイスでルートヴィヒと暮らすことを考えていたローラだったが、気晴らしに出かけたロンドンで資産家の息子ジョージ・ヘラルドに出会い、結婚しようとしたが、最初の離婚が成立していなかったこととヘラルドの伯母が二人の結婚に猛反対し、重婚罪でローラを告発したことから、イギリスにいられなくなり、ヘラルドと共にフランスとスペインに逃亡したものの、関係は破綻してしまった。
アメリカ合衆国へ渡った後、1851年からダンサーとしてアメリカ国内を巡業した。スキャンダラスな有名人ローラは最初の間成功を収めた。その間アメリカ人資産家と結婚したが破れ、ゴールドラッシュで湧くオーストラリアへ移った。ローラはここで、スパイダー・ダンスというエキゾチックな踊りを披露し、スカートをまくり上げることまでしていたという（スカートの下に下着はつけていなかったと言われる）。良識ある人々は彼女の舞台を見ることはなく、彼女は金鉱の鉱夫相手の舞台に立つなど、次第に落ちぶれていった。
1860年以降、ニューヨークへ定住したが梗塞に襲われ左半身麻痺状態となった。公妾として生きた時代は終わり、金も底をついていた。ローラはひたすら聖書を読み神の言葉を信じる生活を送った。死の床の彼女を世話したのは司祭だったという。ローラは肺炎が原因で亡くなり、ブルックリンの墓地に葬られた。39歳没。